# Bosé (sèrie de televisió)
Bosé és una sèrie de televisió per internet espanyola biogràfica, creada per Nacho Faerna per a Paramount+. Està presentat per José Pastor i Iván Sánchez com el cantant espanyol Miguel Bosé, amb Nacho Fresneda, Valeria Solarino, Alicia Borrachero, José Sospedra, Miguel Ángel Muñoz i Mariela Garriga completant el repartiment. Va ser llançat el 3 de novembre de 2022 a Paramount+ als països que operen a la plataforma, mentre que a Espanya es va estrenar a SkyShowtime el 3 de març de 2023. A la tardor de 2023 Telecinco va anunciar que reformularia la sèrie per a la seva emissió en obert dins d'un especial denominat La Noche de Bosé estrenat el 6 de novembre del 2023.

## Argument
La sèrie conta diferents moments de la vida i carrera de Bosé, a través dels seus èxits. Cada capítol se centra en una cançó de l'artista, contant la història darrere de la seva vida en aquest moment i mostrant la seva inspiració, composició i gravació. El present de la sèrie és en 2007, durant la promoció del seu dissetè àlbum Papito, quan en el personal presa la decisió de ser pare.

## Repartiment

### Repartiment principal
- Iván Sánchez com Miguel Bosé
  - José Pastor com Miguel Bosé jove
  - Hugo Fuertes Marciel com Miguel Bosé nen (Episodi 1; Episodi 4; Episodi 6)
- Nacho Fresneda com Luis Miguel Dominguín (Episodi 1 - Episodi 2; Episodi 4; Episodi 6)
- Valeria Solarino com Lucia Bosè
- José Sospedra com Pablo Alborch (Episodi 1 - Episodi 2; Episodi 5 - Episodi 6)

#### Amb la col·laboració especial de
- Alicia Borrachero com Remedios "Reme", la tata (Episodi 1 - Episodi 6)
- Miguel Ángel Muñoz com Julio Iglesias (Episodi 2 - Episodi 3)
- Mariela Garriga com Giannina Facio (Episodi 3)
- Fernando Gil com Toncho Nava (Episodi 3)
- Ana Torrent com Rosario Primo de Rivera y Urquijo (Episodi 4; Episodi 6)

### Repartiment secundari
- Ana Jara com Rosa (Jove) (Episodi 1 - Episodi 4; Episodi 6)
- Débora Izaguirre com Rosa (gran) (Episodi 1 - Episodi 2)
- Daniel Chamorro com Molina (Episodi 1 - Episodi 4)
- María García-Concha com Rosi (Episodi 1 - Episodi 2; Episodi 5 - Episodi 6)
- Guiseppe Romano com Maurizio Salvadori (Episodi 3 - Episodi 4)

### Repartiment episòdic
- Daniel Huarte com José María Íñigo (Episodi 1)
- Bianca Panconi com Bárbara (Episodi 1)
- Roberto Zibetti com Marco Pannella (Episodi 1)
- Alejandro Jato com Giménez (Episodi 1)
- Arnau Puig com Pedro del Hierro (Episodi 1)
- Gabriel Guevara com Nacho Duato (Episodi 2)
- Raquel Salamanca com Ana Obregón (Episodi 2)
- Laura Arjona com La Flaca (Episodi 3)
- Nacho Rubio com Ramón Arcusa (Episodi 3)
- Juan Dávila com Alfredo Fraile (Episodi 3)
- Ileana Wilson com Mirian (Episodi 3)
- Elizabeth Hanfei Porras Liu com Chabeli Iglesias (Episodi 3)
- Yoima Valdés com Gloria Cabrera (Episodi 3)
- César Mateo com Richi (Episodi 4)
- Diego Garisa / Lucas Blas com Carlos Berlanga (Episodi 4)
- Maria Cecilia Sánchez com Helga (Episodi 4)
- Izan Fernández com J.L. Berlanga (Adolescent) (Episodi 4)
- Bárbara Santa-Cruz com Mercedes Milá (Episodi 5)
- Natalie Pinot com Productora Francesa (Episodi 5)
- Óscar Higares com Domingo Dominguín (Episodi 6)
- Antonio Estrada com Pepe Dominguín (Episodi 6)
- Marta Yanci com Lucia filla (gran) (Episodi 6)
- Beatriz Argüello com Paola Dominguín (Episodi 6)

## Episodis
| Núm. | Títol                  | Direcció                          | Guió                                                     | Data de llançament internacional a Paramount+ | Data de llançament a Espanya |
| ---- | ---------------------- | --------------------------------- | -------------------------------------------------------- | --------------------------------------------- | ---------------------------- |
| 1    | «Linda»                | Miguel Bardem i Fernando Trullols | Ángeles González Sinde                                   | 3 de novembre de 2022                         | 3 de març de 2023            |
| 2    | «Te amaré»             | Fernando Trullols                 | Ángeles González Sinde                                   | 3 de novembre de 2022                         | 10 de març de 2023           |
| 3    | «Bravi ragazzi»        | Fernando Trullols                 | Isabel Vázquez                                           | 10 de novembre de 2022                        | 17 de març de 2023           |
| 4    | «Salamandra»           | Miguel Bardem                     | Isabel Vázquez i Boris Izaguirre                         | 17 de novembre de 2022                        | 24 de març de 2023           |
| 5    | «Los chicos no lloran» | Miguel Bardem i Fernando Trullols | Boris Izaguirre, Isabel Vázquez i Ángeles González Sinde | 24 de novembre de 2022                        | 31 de març de 2023           |
| 6    | «Si tú no vuelves»     | Miguel Bardem                     | Isabel Vázquez y Ángeles González Sinde                  | 1 de desembre de 2022                         | 7 d’abril de 2023            |

## Producció
El 30 de gener de 2020, es va anunciar que Movistar+ estava desenvolupant una sèrie biogràfica sobre Miguel Bosé, de tres temporades de vuit capítols cadascuna, al costat de les productores Shine Iberia, Elefantec Global i Legacy Rock Entertainment, amb una data inicialment prevista per a 2021 o 2022. El 10 de febrer d'aquest any, Ángeles González-Sinde, Boris Izaguirre i Nacho Faerna van ser confirmats com els guionistes de la sèrie. No obstant això, el 14 d'octubre de 2021, es va confirmar que Movistar+ va abandonar la sèrie i que en el seu lloc Paramount+ seria la plataforma responsable de la producció, mentre que Viacom International Studios entraria en l'equip de productores de la sèrie, i que el nombre de capítols havia estat reduït a únicament sis.
L'11 de gener de 2021, Iván Sánchez i José Pastor van ser confirmats com els actors que interpretaran a Miguel Bosé en la sèrie; i a l'abril de 2022, Miguel Ángel Muñoz, Valeria Solarino i Nacho Fresneda van ser confirmats com Julio Iglesias, Lucia Bosè i Luis Miguel Dominguín, respectivament. També es va confirmar que Isabel Vázquez hi havia coescrit la versió final de la sèrie al costat de González-Sinde i Izaguirre, mentre que Faerna va seguir en la sèrie exercint de showrunner. El rodatge de la sèrie va finalitzar a l'abril de 2022.

## Llançament i màrqueting
El 17 d'octubre de 2022, Paramount+ va llançar el primer tràiler de Bosé i va anunciar que estaria disponible en la plataforma a partir del 3 de novembre de 2022, als països en els quals opera, entre els quals no s'inclou Espanya. Aleshores es va anunciar que, després de la sortida de Movistar+ i l'entrada de Paramount+ en la producció, a Espanya s'estrenaria en la futura plataforma SkyShowtime (també propietat de Paramount Streaming), en una data per determinar. El 14 de febrer de 2023, amb l'anunci de la seva arribada a Espanya el 28 de febrer de 2023, SkyShowtime va anunciar que la sèrie s'estrenaria tres episodis, el 3 de març de 2023, com la primera sèrie espanyola original de la plataforma.
El 28 de juliol de 2023, Mediaset España va anunciar la compra dels drets per a l'emissió de Bosé en obert a Espanya a través de Telecinco. A l'octubre de 2023, Telecinco va confirmar que la sèrie havia estat reformulada per a la seva emissió en quatre capítols de 70 minuts, en comparació als sis capítols de 50 minuts de la versió original, encara que tot el metratge de la versió original continuaria intacte.
A la fi d'aquest mes, Telecinco va programar l'estrena de la sèrie en obert per al dilluns 6 de novembre de 2023 en horari de prime time amb una entrevista posterior a Miguel Bosé en un especial denominat La Noche de Bosé i conduït per Joaquín Prat.